# フレッケフィヨール
 フレッケフィヨール（ノルウェー語: Flekkefjord）は、ノルウェーのアグデル県にある町、基礎自治体（以下、本稿では便宜上「市」と表記する）。
1838年1月1日、フレッケフィヨール町を市として設置され、1965年1月1日にバッケ、ギュラン、ヒドラ、ネスの各市を編入した。ソールラン（南ノルウェー）の西端に位置し、西でローガラン県のソクンダールおよびルンドと、北でシルダールと、東でクヴィネスダールと隣接する。
クリスチャンサンとスタヴァンゲルを結ぶ、欧州ルートE39号のほぼ中間に位置する。フレッケフィヨール以外の集落として、シラ、ギュラン、ラスヴォーグ、キルケハウンなどの村があげられる。

## 基礎情報

### 地名
フレッケは、フリッカ (Flikka) という古い農場の名に由来する。フリッカの由来は不詳。

### 市章
市章は1855年に制定された。海に浮かぶ水先案内船の図柄である。制定当初はすべて自然な色調で描かれていたが、1899年に船の造形が修正され、現在の形になった。

## 地理
フレッケフィヨールとグリセフィヨールのあいだの、狭い入り江の両岸に市街が広がる。港は、潮の干満の差がわずかな理想的な立地にある。これはアイゲルスン外海の無潮点に近いことによる。

## 歴史
古くから停泊地であったフレッケフィヨールは、1580年ごろの記録に町として記載されている。1589年、スコットランド王ジェームズ6世はここからトンスベルグを経てオスロに至り、フレゼリク2世の娘であるアン・オブ・デンマークと結婚した。1641年にクリスチャンサンが建設されると、クリスチャン4世は自らがつくった都市の安定をはかって、フレッケフィヨールの住民をクリスチャンサンに移住させた。町の解散を命じる王令が二度にわたって布告されたが、住民の多くは留まり、貿易に従事し続けた。
フレッケフィヨールは、ノルウェーにおける石材の産地であった。1736年に、300隻以上のオランダ船がフレッケフィヨールから舗装用の石を運び出したという記録がある。1750年までにニシン漁が本格化し、ニシンと木材が主要な商品となった。1750年代、フレッケフィヨールはノルウェー最大のニシン積み出し港であった。
1760年、フレッケフィヨールはフレゼリク5世に町の特許状を賜うよう請願した。当時、数隻の船が停泊し、水夫やニシン漁師が住んでいたこの小さな町は、公式には認可されていなかった。漁船向けの樽づくりも、町の主要な産業であった。
ナポレオン戦争に入ると、フレッケフィヨールはナポレオン支配下にあったオランダにオーク材を供給する密輸港として、1807年まで栄えた。独特の潮汐、地元の豊かな木材、オランダとの古い結びつきが密輸に有利にはたらいた。彼らは軍艦の建材として金になる、オーク材を専門にした。潮の満ち引きに関わりなく、港には四六時中船が出入りできた。
デンマーク・ノルウェー連合王国は1807年まで、両国の海域を通過する商船を保護する海軍だけの武装中立政策を守ってきた。しかしナポレオン戦争も終盤になって、イギリスはフランスの先手を打って、コペンハーゲンの戦いでデンマーク艦船のほとんどをだ捕した。これに対してデンマークは宣戦布告し、イギリスを攻撃する小砲艦を多数建造した。ガンボート戦争（1807年 - 1814年）は、デンマーク＝ノルウェー海軍とイギリス海軍の対決ということができる。フレッケフィヨールが密輸天国から、封鎖突破船の拠点となるのは必定であった。ナポレオンを支援する船舶に対して、ノルウェー沿岸を封鎖するイギリス艦船はこの潮汐を知らなかったため、ノルウェー側はかなり有利になることができた。
戦後もオークやマツの木材輸出は続き、オランダは強固なプレゼンスを維持した。マツ材は主に、建築ラッシュのアムステルダムで建材に使用された。そのため、19世紀に建てられたアムステルダムの家々はほとんど、フレッケフィヨールのマツでつくられている。「オランダ町」と呼ばれるフレッケフィヨールの一郭の歴史は、18世紀にさかのぼる。
1832年、フレッケフィヨールのヒドラでゼノタイムが発見された。
沿岸のニシン漁は1838年に資源が枯渇し、住民は主要な産業を失った。漁業に代わってなめし業が浸透し、1866年までに5件の作業場がつくられた。
1904年から1990年まで、フレッケフィヨール線がシラとフレッケフィヨールを結んでいた。

## 姉妹都市
- バーンティスランド（イギリス）

## ゆかりの人物
- オーレ・ペッテル・アンドレアセン（1970年 - ） 音楽家、プロデューサー
- イェンス・ヘンリク・ベーア（1799年 - 1881年） 船主、商人、政治家
- アンネシュ・ベーア（1801年 - 1863年） 船主、農学者
- アンネシュ・ベーア・ウィルセ（1865年 - 1949年） 写真家
- マルタ・スタインスヴィーク（1877年 - 1950年） 作家
- シグビョルン・ホルメバック（1922年 - 1981年） 俳優
- スヴェレ・アンケル・オウスダール（1944年 - ） 俳優
- アイリク・ヴェゴース・ラーシェン（1976年 - ） カヤック選手
- アイナル・ラスムセン（1956年 - ） カヤック選手
- グンヴァル・トムスター（1918年 - 1970年） レジスタンス運動家
- ペテル・ボーゲ（1833年 - 1900年） 化学者